# Corps européen
Le corps européen ou Eurocorps est un corps d'armée multinational situé dans la ville française de Strasbourg. Créé par la France et l'Allemagne en 1992, il est aujourd'hui composé de membres de six nations cadres (France, Allemagne, Belgique, Espagne, Luxembourg et Pologne) et de cinq nations partenaires (Autriche, Grèce, Italie, Roumanie et Turquie). Les nations cadres mettent l'Eurocorps au service de l'Union européenne (UE) et de l'OTAN, qui l'a certifié en 2002 comme l'un de ses « High Readiness Land Forces HQ » (HRF HQ).
Les précédents de l'Eurocorps remontent à 1989, lorsque le chancelier allemand Helmut Kohl et le président français François Mitterrand ont engagé une coopération militaire en créant le Conseil franco-allemand de défense et de sécurité et en mettant sur pied une brigade commune, qui est devenue opérationnelle en 1991.
Par la suite, en 1992, au sommet de La Rochelle, les deux pays ont signé le rapport qui a conduit à la création de l'Eurocorps. La même année, les premiers officiers allemands et français ont rejoint l'unité. La Belgique a adhéré en 1993, suivie par l'Espagne un an plus tard. En 1995, il a été officiellement déclaré opérationnel et l'année suivante, le Luxembourg l'a rejoint. En 2022 la Pologne est devenue la 6e nation cadre. Il y a également eu, pour des périodes différentes, des militaires du Canada (2003-2007), du Royaume-Uni (1999-2002), des Pays-Bas (1999-2002) et de la Finlande (2002-2005).
L'Eurocorps est actuellement régi par le « traité sur l'Eurocorps et le statut de son quartier général », aussi connu sous le nom de « traité de Strasbourg », un accord signé à Bruxelles le 22 novembre 2004 par les ministres de la Défense des cinq pays membres à l'époque : l'Allemagne, la France, la Belgique, l'Espagne et le Luxembourg, et ratifié par leurs parlements nationaux. Il est finalement entré en vigueur en 2009.
L' objet du traité, comme détaillé dans l'article 1, est de "définir les principes fondamentaux relatifs aux missions, à l'organisation et au fonctionnement de l'Eurocorps" .
L'article 2 définit l'Eurocorps comme « le corps d'armée multinational composé du quartier général et des unités pour lesquelles les Parties contractantes ont effectué le transfert de commandement au général commandant l'Eurocorps ».
Quant aux missions de l'Eurocorps, l'article 3 du traité de Strasbourg précise qu'elles peuvent lui être confiées dans le cadre des Nations unies, de l'Union de l'Europe occidentale (UEO) et de l'Organisation du traité de l'Atlantique nord (OTAN). Cela inclut les missions d'évacuation, les missions humanitaires, le maintien de la paix ou la gestion des crises.

Carte des nations-cadres et des nations associées du corps européen.

## Membres participants
Six pays composent l'Eurocorps en tant que nations-cadres. Le traité permet à d'autres nations de devenir un État membre de l'Eurocorps, si elles ont l'approbation des membres. L'Eurocorps a du personnel provenant à la fois des pays cadres et des pays partenaires.

### Nations-cadres
-  France (depuis 1992)
-  Allemagne (depuis 1992)
-  Belgique (depuis 1993)
-  Espagne (depuis 1994)
-  Luxembourg (depuis 1996)
-  Pologne (depuis 2022)

### Nations associées
-  Grèce (depuis 2002)
-  Turquie (depuis 2002)
-  Italie (depuis 2009)
-  Roumanie (depuis 2016)
-  Autriche (depuis 2021)

## Histoire
Les origines de l'Eurocorps se trouvent dans la brigade franco-allemande, créée en 1989. Dans le cadre de cette démarche, le 14 octobre 1991, la France et l'Allemagne ont annoncé leur intention de renforcer l'intégration de la défense européenne par la création d'un corps d'armée.
Lors du sommet franco-allemand de La Rochelle, le 22 mai 1992, le président français François Mitterrand et le chancelier allemand Helmut Kohl décident de lancer le projet et de créer l'état-major de l'Eurocorps. Il s'agissait initialement d'une association franco-allemande mais rapidement l'Eurocorps s'est ouvert à tous les États membres de l'Union de l'Europe occidentale (UEO).
Le 19 Juin, l'Union européenne a publié la déclaration de Petersberg, qui définissait les missions qui pouvaient être confiées à la UEO et que l'Eurocorps allait également entreprendre : assurer la défense commune des pays alliés, mener des opérations de maintien ou de consolidation de la paix au profit des Nations unies ou de l'Organisation pour la sécurité et la coopération en Europe, ainsi que d'autres missions à caractère humanitaire.
Le 1er juillet 1992, un état-major provisoire est installé dans la ville française de Strasbourg pour créer les fondements du quartier général de l'Eurocorps.
Le 21 Janvier 1993, un accord est signé avec le SACEUR mettant l'Eurocorps à disposition de l'Organisation du traité de l'Atlantique nord. Le 1eroctobre de la même année, le quartier général de l'Eurocorps est définitivement établi à Strasbourg, sur la base de l'état-major constitué quelques mois plus tôt.
Le 12 octobre 1993, la Belgique rejoint l'Eurocorps avec une division mécanisée ; le 1er juillet 1994, le Conseil des ministres espagnol autorise la participation de l'Espagne avec une division mécanisée ; le Luxembourg se joint au projet le 7 mai 1996.
En novembre 1995, l'Eurocorps a atteint les conditions nécessaires pour être officiellement déclaré opérationnel.
À cette époque, l'Eurocorps comptait les unités suivantes affiliées de manière permanente :
- la 1re division blindée française,
- la 10e division blindée allemande,
- la 1re division mécanisée belge, qui comprenait une compagnie de reconnaissance luxembourgeoise,
- la division mécanisée « Brunete » espagnole,
- la brigade franco-allemande,

soit un total de 50 000 hommes, 645 chars, 1 400 véhicules blindés et 360 pièces d'artillerie.
Cette situation s'est poursuivie jusqu'en 1999, lorsque les chefs d'État et de gouvernement des cinq nations cadres de l'Eurocorps ont déclaré, lors du Conseil européen de Cologne (3 et 4 juin), leur accord pour "adapter le Corps d'armée européen, et en particulier son état-major, au nouveau scénario stratégique afin de le transformer en un Corps européen de réaction rapide, répondant ainsi au souhait de l'Union européenne de disposer de forces adaptées aux opérations de gestion de crise".
Cette déclaration éminemment politique a ensuite été développée dans le rapport de Luxembourg du 22 novembre 1999, qui a fixé les orientations générales de la transformation susmentionnée, en respectant à nouveau la double orientation transatlantique et pro-européenne, en maintenant l'Eurocorps à la disposition de l'OTAN et de l'UE pour les opérations de gestion de crise.
Le 25 février 2003, l'Autriche et la Finlande ont signé un traité leur permettant d'envoyer du personnel au Quartier général du corps. La Finlande est restée une nation associée jusqu'en 2005, et l'Autriche jusqu'en 2011. La Roumanie est devenue une nation associée en avril 2016, tandis que l'Autriche est redevenue une nation associée en 2021.En outre, les Pays-Bas et le Royaume-Uni ont envoyé des officiers de liaison.
La Pologne a été acceptée en tant que membre en 2010. Elle devait devenir une nation-cadre le 1er janvier 2016 mais a été reportée à janvier 2017. Cependant, un changement de gouvernement consécutif aux élections polonaises de 2015 a conduit au retrait de la demande de la nation-cadre. En novembre 2021, la Pologne a de nouveau exprimé son intérêt pour une adhésion puis est finalement devenue une nation cadre en 2022.
L'Eurocorps a adopté une philosophie modulaire et l'affiliation des grandes unités n'est plus permanente. L'adhésion est désormais basée sur les missions réelles dans lesquelles l'Eurocorps sera impliqué et ses seules unités permanentes sont le quartier général et la brigade de soutien multinationale.
Compte tenu de sa contribution à l'Alliance, l'Eurocorps est aujourd'hui l'un des neuf quartiers généraux terrestres à haut niveau de préparation (QG HRF(L)) de l'OTAN, ayant été certifié en 2003, et il est pleinement intégré au système de rotation de la Force de réaction de l'OTAN (NRF).
Du côté européen, le QG de l'Eurocorps est également proposé à l'UE pour des opérations de gestion de crise en tant que quartier général du Groupement Tactique de l'Union européenne (GTUE) ou Commandement de la Composante Terrestre (LCC).

### Insigne
L'insigne de poitrine a été créé par un officier du bureau emploi de l'état-major des forces Armées françaises, le lieutenant-colonel Pellabeuf. Cet insigne, homologué le 18 juin 1993 sous le numéro G4000, fut réalisé par la société Delsart et, sur ordre du chef d’état-major, le général Clerc, porté pour la première fois le 5 novembre 1993, lors de la cérémonie officielle de création de du corps et en présence des ministres de la défense des trois pays participants à l’époque (Allemagne, France et Belgique).
Sa description est «insigne en forme d’écu symbolisant la défense du continent européen».
L’Europe est représentée par deux symboles:
- Le fond azur et les étoiles d’or du drapeau européen,
- Une silhouette symbolique du continent qui permet de cacher quelques-unes des étoiles.

Une épée rappelle que ce corps est une grande unité militaire.

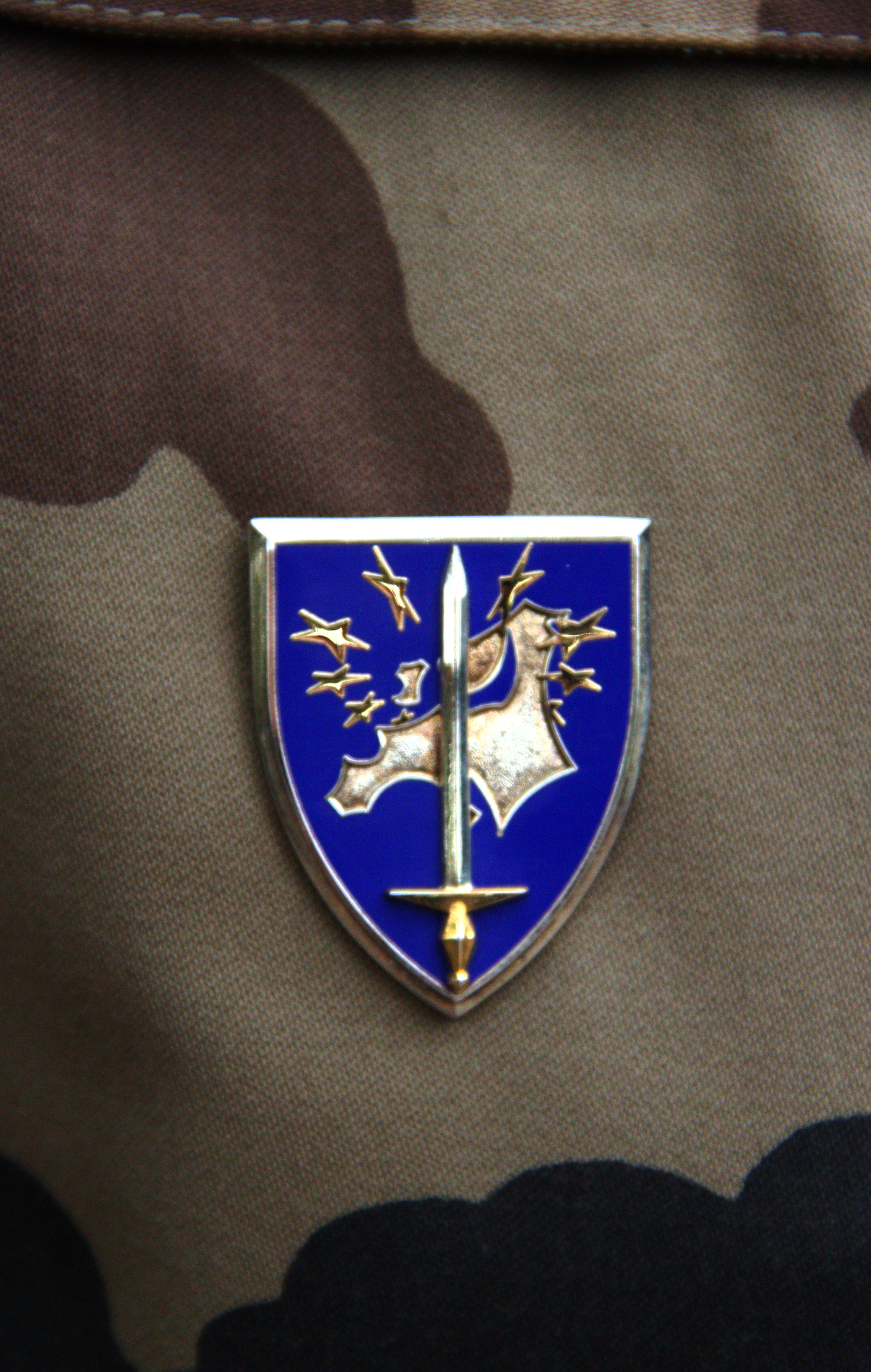
L’insigne de poitrine.
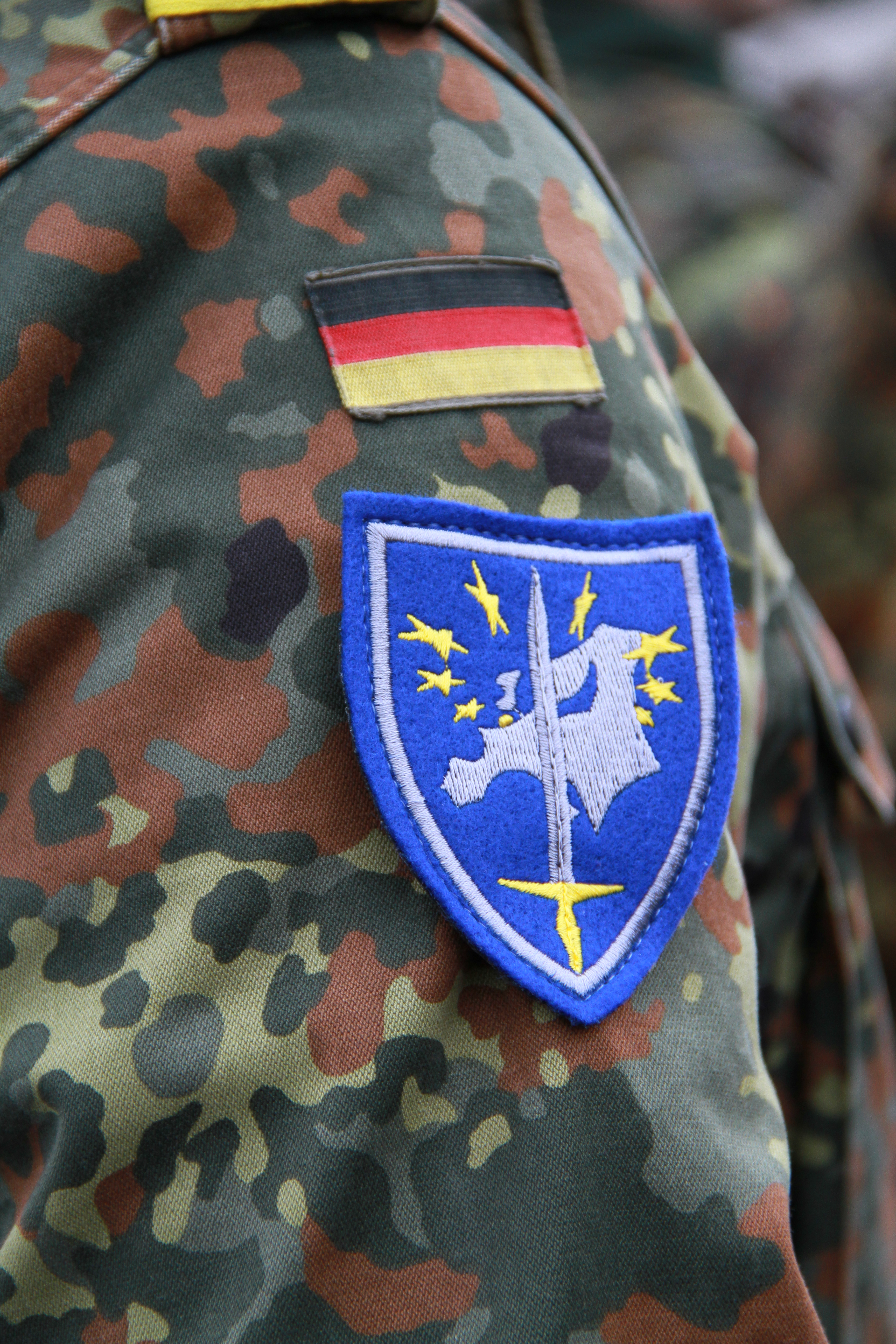
L’insigne de bras.
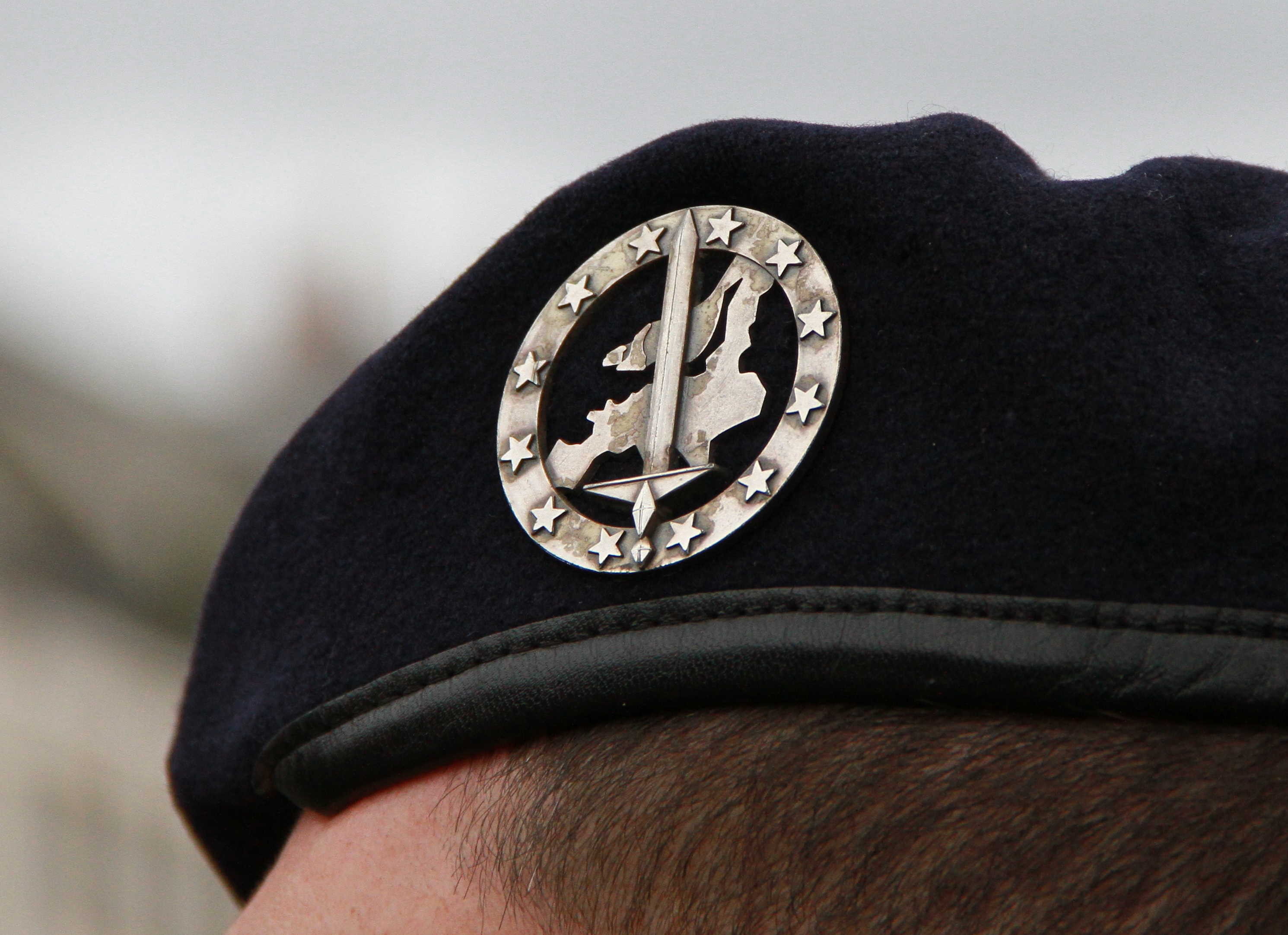
L’insigne de béret.

## Organisation

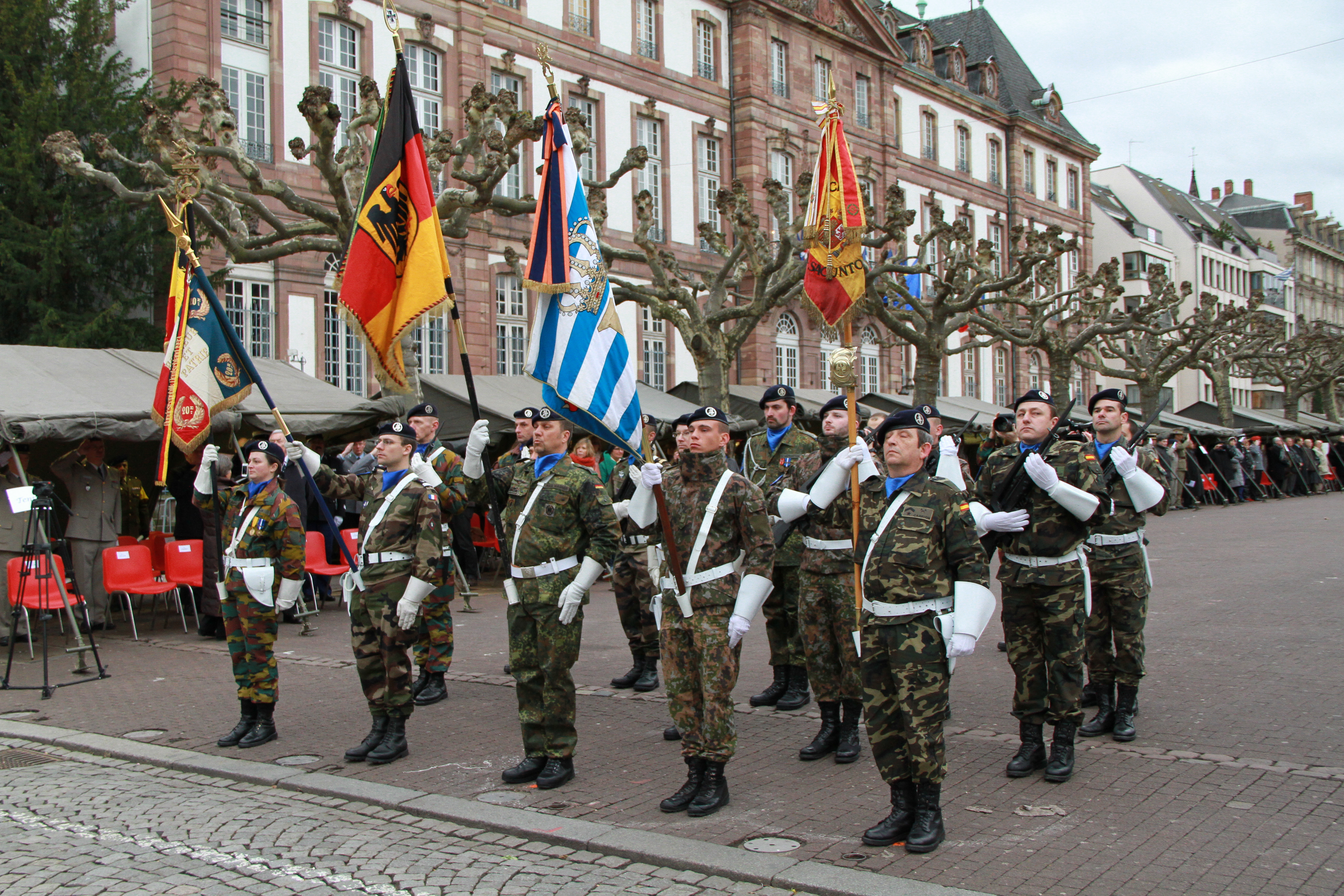
La garde d’honneur de l'Eurocorps à Strasbourg le 31 janvier 2013.

### Direction politico-militaire[11]
L'Eurocorps appartient aux six nations cadres et n'est subordonné à aucune autre organisation supranationale de défense.
La plus haute instance de décision de l'Eurocorps est le Comité commun, qui est composé des chefs d'État-Major des Armées et des Directeurs politiques des ministères des Affaires étrangères des six nations cadres. Sa mission est d'assurer la direction politico-militaire, la coordination et les conditions d'emploi des forces. En même temps, c'est l'organe collégial responsable de maintenir les relations avec les alliances de défense occidentales (UE et OTAN) et d'autres organisations internationales. Le Comité commun est donc chargé d'étudier les éventuelles demandes de soutien émanant d'organisations transnationales (ONU, UE, OTAN...) ou d'une des nations cadres.

### Structure[11]

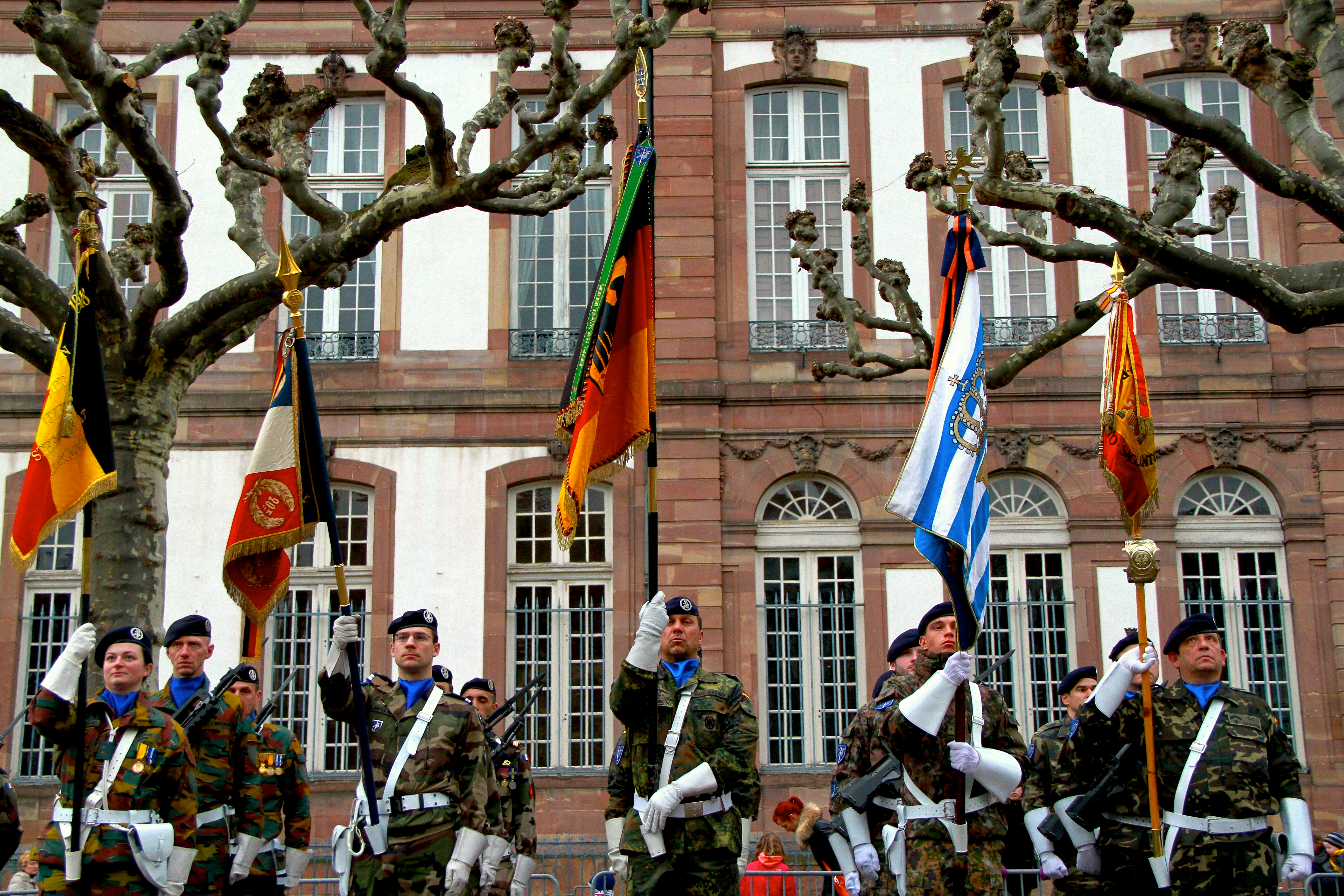
Les étendards des cinq nations-cadre de l’Eurocorps.

Le quartier général de l'Eurocorps est composé d'un groupe de commandement, d'un état-major, d'une brigade multinationale de soutien et des détachements de soutiens nationaux.
- Groupe de commandement

Situé au quartier "Aubert de Vincelles". Il est composé du lieutenant général du Corps européen, d'un général commandant en second, d'un chef d'état-major et des chefs des différentes divisions de l'état-major général.
- État-major général

Situé au quartier "Aubert de Vincelles". De nature multinationale, il est conçu pour être utilisé avec une grande flexibilité et pour être complété de manière progressive et équilibrée par du personnel des différents pays participants. La langue de travail est l'anglais.
- Brigade multinationale de soutien

Située aux quartiers "Aubert de Vincelles" et "Lizé". Elle est composée de militaires des différents pays membres. Sa mission consiste à fournir le soutien nécessaire au déploiement et au soutien du QG (communications, protection, alimentation, transport, hébergement, etc.)
Elle dispose d'un bataillon de quartier général qui a pour mission principale de soutenir le quartier général en temps de paix, pendant les exercices et en opérations réelles.
Installé au "quartier Lizé", son effectif est de 430 hommes et peut atteindre plus de 500 hommes en opération de réaction aux crises et pour les conflits de haute intensité.
Le bataillon est composé d'un état-major et de trois compagnies multinationales :
- la compagnie de transport « Transport Company » (TPT Coy) ;
- la compagnie de montage de poste de commandement « Command Posts Company » (CP Coy) ;
- la compagnie de quartier général « Headquarters Company » (HQ Coy).

Toutes ces unités sont armées par du personnel des nations-cadre de l'Eurocorps : Allemands, Belges, Français, Espagnols et Polonais.
Le chef du bataillon (le « commander ») est désigné tour à tour parmi les nations-cadres hors Luxembourg.
- Détachements de soutien nationaux

Ils sont chargés des affaires nationales des différents États-cadres et sont situés au quartier "Lizé".
Les détachements nationaux sont représentatifs des traditions militaires de leurs pays. Pour la France, il s'agit du 20e régiment du train créé par l'Empereur Napoléon Ier en 1804 et pour l'Allemagne du 861e bataillon de transport autrefois stationné à Achern.

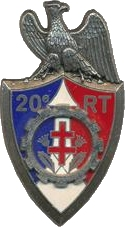
Insigne régimentaire du 20e régiment du train (France).
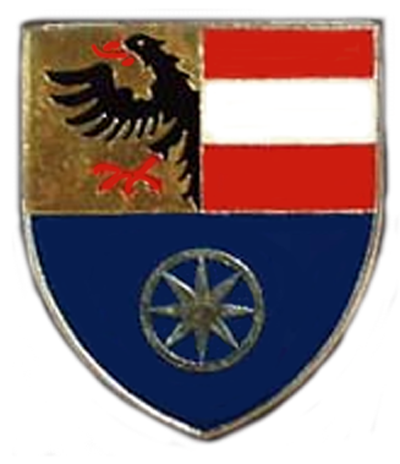
Insigne régimentaire du 861e bataillon de transport (Transportbataillon 861) (Allemagne).

## Engagements

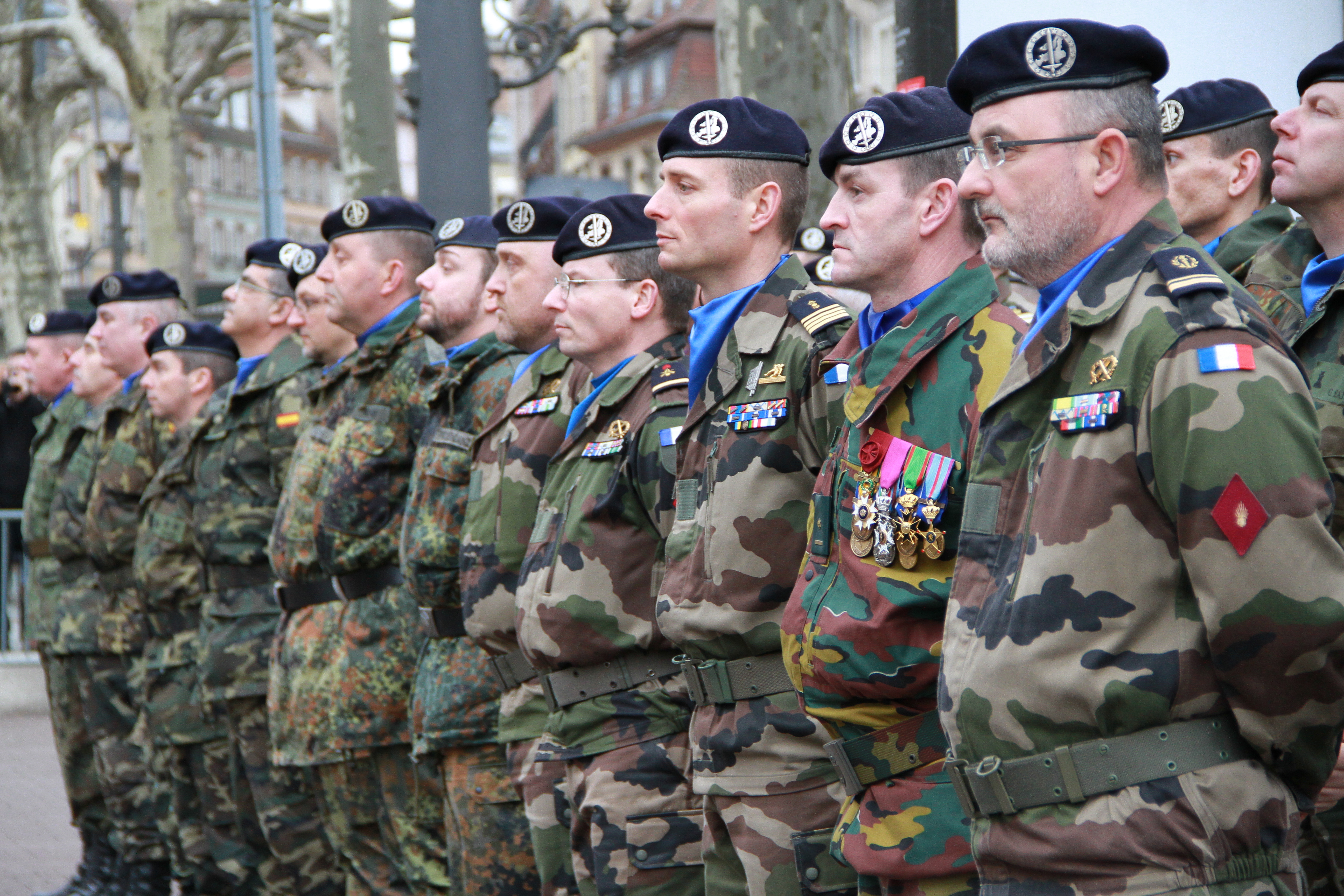
Prise d'armes à l'occasion du retour en France du corps européen le 31 janvier 2013 à Strasbourg.

- Le corps européen a participé à des missions de maintien de paix SFOR en Bosnie de 1998 au 2000.
- Il a commandé la mission KFOR III au Kosovo du 18 avril 2000 à octobre 2000.
- Il a commandé la mission FIAS VI en Afghanistan du 9 août 2004 au 11 février 2005.
- Du 1er juillet 2006 jusqu'au 10 janvier 2007, le Quartier général du Corps européen a fourni la composante terrestre de la Force de réaction 7 de l'OTAN (NRF 7).
- Du 1er juillet 2010 jusqu'au 10 janvier 2011, le Quartier général du Corps européen fournit à nouveau des éléments pour la composante terrestre de la Force de réaction 15 de l'OTAN (NRF 15).
- De janvier 2012 à janvier 2013, le corps européen a été engagé pour la quatrième fois. Il a participé activement à la conduite des opérations en Afghanistan, au sein des états-majors de la FIAS. Environ 50 % de l'état-major a été déployé et a occupé des fonctions de tous ordres, principalement au sein du commandement interallié de la FIAS (ISAF Joint Command - IJC), chargé de conduire les opérations tactiques.
- Durant le deuxième semestre de 2015, le corps européen appuie l'Allemagne avec 57 soldats pour conduire la mission de l'Union européenne EUTM au Mali.
- Le 1er juillet 2016, il prend l'astreinte, pour six mois, de la force de réaction rapide de l'Union européenne (European battlegroups EUBG) pour constituer le quartier général de force en cas de déploiement[14].
- Entre 2016 et 2018, l'Eurocorps assure le commandement de la mission EUTM RCA à Bangui, République centrafricaine, par 3 rotations de 6 mois.
- En janvier 2020, l'Eurocorps prendra une alerte OTAN d'un an comme commandement de la composante terrestre de la Nato Response Force 20.
- 1er et 2e semestre de 2021; European Union Training Mission In Mali (EUTM MALI)
- 2e semestre de 2021 et 1er semestre de 2022; European Union Training Mission in Central African Republic (EUTM RCA) qui cherche fournir de conseils au gouvernement et le soutenir pour a mise en place de la formation des nouvelles forces armées du pays, qui jouent un rôle important dans la stabilisation du pays.

### Commandants de l'Eurocorps

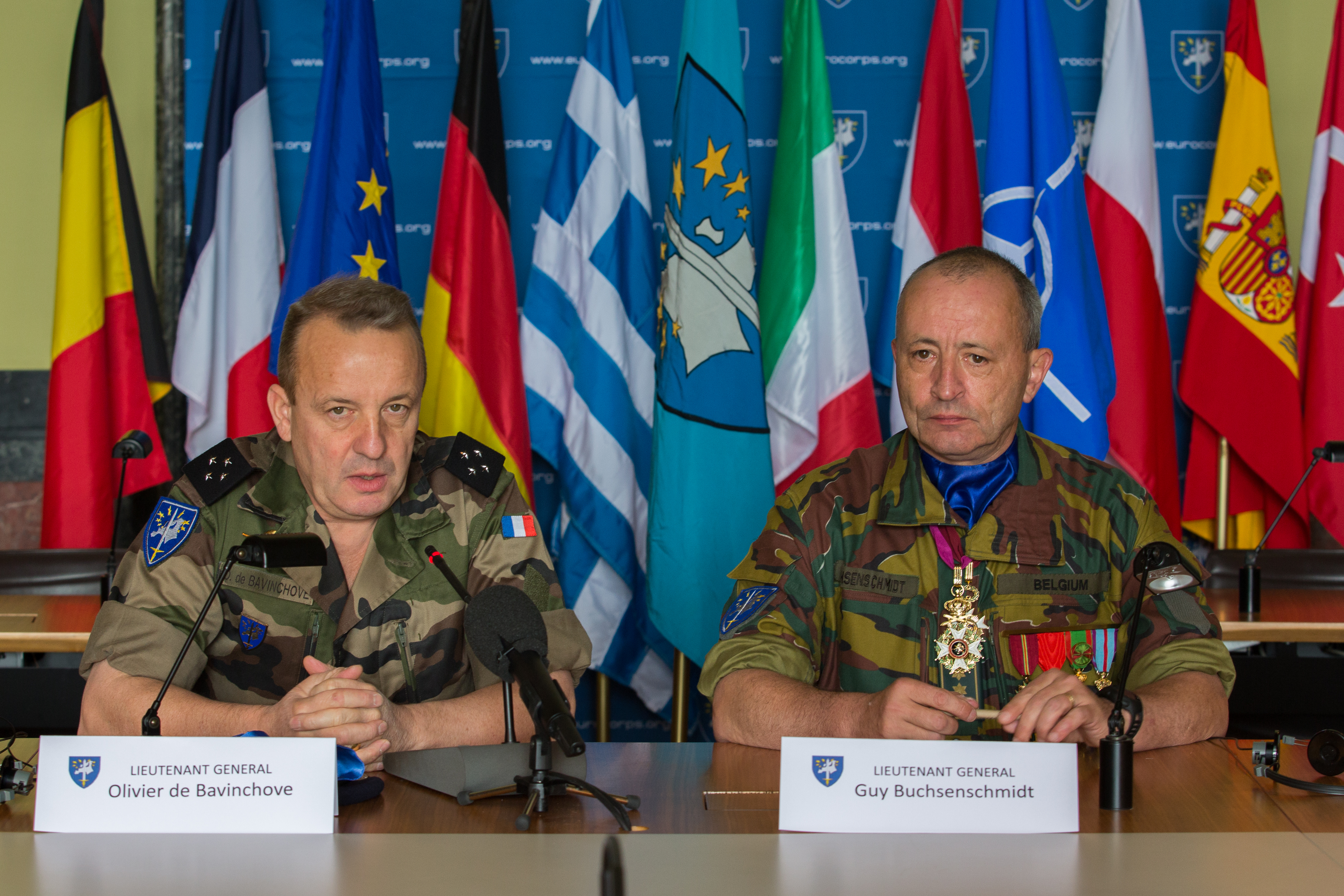
Passage de commandement entre le général de corps d’armée Olivier de Bavinchove et le lieutenant-général Guy Buchsenschmidt, le 28 juin 2013.

- Lieutenant général Helmut Willmann: 1993–1996 (Allemagne)
- Général de corps d'armée Pierre Forterre: 1996–1997 (France)
- Lieutenant général Léo Van Den Bosch: 1997–1999 (Belgique)
- Lieutenant général Juan Ortuño-Such: 1999–2001 (Espagne)
- Lieutenant général Holger Kammerhoff: 2001–2003 (Allemagne)
- Général de corps d'armée Jean-Louis Py: 2003–2005 (France)
- Lieutenant général Charles-Henri Delcour: 2005–2007 (Belgique)
- Lieutenant général Pedro Pitarch: 2007–2009 (Espagne)
- Lieutenant général Hans-Lothar Domröse: 2009–2011 (Allemagne)
- Général de corps d'armée Olivier de Bavinchove: 2011–2013 (France)
- Lieutenant général Guy Buchsenschmidt: 2013–2015 (Belgique)
- Lieutenant général Alfredo Ramirez Fernandez: 2015–2017 (Espagne)
- Lieutenant général Jürgen Weigt: 2017 - 2019 (Allemagne)
- Général de corps d'armée  Laurent Kolodziej[15]: 2019-2021 (France)
- Lieutenant général Peter Devogelaere: 2021- 2023 (Belgique)
- Lieutenant général Jaroslaw Gromadzinski : 2023 - 2024 (Pologne)
- Lieutenant général Piotr Błazeusz : 2024 - (Pologne)

## Histoire du quartier Lizé
L'ensemble des bâtiments militaires, comprenant de nos jours le quartier Lizé (y compris la partie ouest) et le quartier Lyautey, fut construit entre 1907 et 1909 à la demande du XVe corps d'armée allemand en garnison à Strasbourg. Le 1er octobre 1909, le 15e régiment d'artillerie de campagne de Haute-Alsace (pl) (« Ober-Elsässisches Feldartillerieregiment Nr. 15 »), commandé par l'« Oberstleutnant » Moyzischewitz, s'installe dans la partie nord (actuel quartier Lyautey). Au sud (actuel quartier Lizé), c'est le 51e régiment d'artillerie de campagne de Haute-Alsace (pl) (« Ober-Elsässisches Feldartillerieregiment Nr. 51 »), commandé par l'« Oberstleutnant » Fabarius, qui s'installe.
En 1913, le 15e régiment d'artillerie cédera sa place au premier groupe du 84e régiment d'artillerie de campagne de Strasbourg (pl) (« I. Abteilung des Straßburger Feldartillerie-Regiments Nr. 84 »), aux ordres de l'« Oberst » von Stumpff, pour y installer ses trois batteries.
Ces deux régiments garderont garnison dans cette enceinte jusqu'au Traité de Versailles. En 1919, l'imposante caserne des Artilleurs (ainsi appelée à l'époque), redevenue française, prend le nom de Lizé et ouvre ses portes simultanément aux 8e régiment de hussards et 2e régiment d'aviation de chasse. Ce dernier régiment s'installera en réalité sur deux quartiers, le premier au nord (quartier Lyautey) pour abriter son parc d'aviation, le second à l'est (quartier Guynemer) devenu depuis quartier Aubert de Vincelles, afin de pouvoir utiliser le terrain d'aviation du Polygone.
En 1929, le 8e régiment de hussards a quitté le quartier.
En 1933, l'entité de l'emprise militaire de Lizé est scindée en deux, la partie nord prend le nom de quartier Lyautey et le 3e régiment de hussards remplace le régiment d'aviation de chasse en s'installant sur l'ensemble des deux quartiers. En 1940, la garnison redevient allemande.
De 1945 à 1960, se succèdent dans ce quartier le 1er bataillon autonome du génie, suivi du 12e régiment du génie et enfin, après le départ de ce dernier pour l'Afrique française du Nord, de la compagnie de dépôt de ce dernier régiment.
Entre-temps, en 1947, la partie ouest du quartier Lizé est mise à la disposition du ministère de l'Éducation nationale, pour une durée de 18 ans. L'arrêté de cession définitif interviendra le 13 mai 1963.
Puis successivement la clé des lieux est passé au 1er régiment du génie de 1960 à 1976. De 1976 à 1984, au 406e bataillon de commandement et de soutien qui deviendra le 6e régiment de commandement et de soutien en 1977, de 1984 à 1985, au 62e groupe divisionnaire, de 1985 à 1991, au 5e régiment du matériel, de 1991 à 1993, au 1er régiment du génie voisin pour assurer la garde du quartier. Enfin à l'été 1993, le bataillon de quartier général de l'Eurocorps est créé et prend le quartier en compte.

## Sources